# روپرت کاوتورن
روپرت کاوتورن (انگلیسی: Rupert Cawthorne; ۱۳ آوریل ۱۸۷۹ – 1965 ( ۸۵ سال )) بازیکن فوتبال اهل بریتانیا بود.
از باشگاه‌هایی که در آن بازی کرده‌است می‌توان به باشگاه فوتبال برنلی اشاره کرد.